# Feinsittich
Der Feinsittich (Neophema chrysostoma), auch Blauflügeliger Schönsittich genannt, ist eine Papageienart, die zur Tribus der Plattschweifsittiche gehört. Er ähnelt in seinem Erscheinungsbild sehr dem Schmucksittich, lässt sich von diesem aber anhand der ausgedehnten dunkelblauen Flügelzeichnung, dem einfarbig dunkelblauen Stirnband sowie der hellgrünen Kehle und Oberbrust unterscheiden. Das Verbreitungsgebiet der beiden Arten überlappt sich während des Winterhalbjahres.

## Erscheinungsbild
Feinsittiche erreichen eine Körperlänge von 21 Zentimetern und wiegen zwischen 33 und 61 Gramm. Der Geschlechtsdimorphismus ist nicht sehr ausgeprägt. 
Die Männchen der Feinsittiche haben einen bronzegelben Scheitel und Hinterkopf. Das Stirnband ist tiefblau und erstreckt sich bis zu den Augen. Zügel und Augenumgebung sind gelb. Der Nacken ist olivgrün und gelblich überhaucht. Der Vorderrücken, die Schirmfedern, sowie der Bürzel und die Oberschwanzdecken sind von einem matten Olivgrün. Die Wangen, die Halsseiten, die Kehle und die Brust sind hellgrün. Die Brust wird dabei in Richtung Unterbrust gelblicher. Die untere Hälfte der Körperunterseite ist leuchtend gelb und kann bei einzelnen Individuen auf dem Bauch auch leicht orangefarben wirken. Die großen und die kleinen Flügeldecken sind kräftig blau. Der Flügelbug und die Außenfahnen der äußeren Armdecken gehen ins Violette über. Die Schwungfedern sowie die Handdecken sind schwarzblau, die Unterseite des Schwanzes ist gelb. Der Schnabel ist klein und zierlich und dunkel grau. Die Iris ist dunkelbraun.
Die Weibchen ähneln den Männchen. Allerdings sind Scheitel und Hinterkopf mattolivgrün. Das tiefblaue Stirnband ist bei den Weibchen nicht sehr ausgeprägt. Das Blau der Flügeldecken ist heller und spielt ins Grünliche.

## Verbreitung und Lebensraum
Das Verbreitungsgebiet des Feinsittichs erstreckt sich über den Südosten Australiens und Tasmanien. Anders als der Schwalbensittich brütet der Feinsittich allerdings nicht ausschließlich auf Tasmanien und kehrt erst im Herbst auf das australische Festland zurück. Brutareale des Feinsittichs finden sich in Australien auch südlich des 36. südlichen Breitengrades. Das Winterquartier umfasst auch den Südwesten von Queensland und den Nordosten von South Australia.
Auf Tasmanien ist der Feinsittich bis auf den Südwesten der Insel flächendeckend verbreitet. Im Südwesten ist die Verbreitung dagegen lückenhaft. Feinsittiche brüten auch auf einigen der größeren Inseln in der Bass Strait. Nur ein sehr kleiner Teil der Population bleibt auch während des Winterhalbjahres auf Tasmanien. Sie sind dann überwiegend im Innenland zu finden. Der größte Teil der Population zieht allerdings auf das australische Festland. Die Überquerung der Bass Strait findet vor allem während der Nacht statt.
Feinsittiche sind nur wenig spezialisierte Grassittiche, die zwar bevorzugt Baumsavannen nutzen, aber auch im offenen Grasland, Strauchsavannen, Heidestrauchformationen, abgerodeten Flächen sowie auf Obstplantagen, in Getreideanbaugebieten und Waldlichtungen zu finden sind. Sie halten sich auf Tasmanien auch im Küstenhinterland auf.

## Verhalten
Während der Fortpflanzungszeit leben Feinsittiche paarweise oder in kleinen Schwärmen mit bis zu zwanzig Individuen. Zu größeren Schwarmbildungen kommt es außerhalb der Brutzeit. Feinsittiche sind dann gelegentlich auch mit Schmucksittichen und Orangebauchsittichen vergesellschaftet. Sie suchen vor allem am frühen Morgen und am späten Nachmittag nach Nahrung. Sie ernähren sich überwiegend von den Samen von Gräsern und krautigen Pflanzen. Zu ihrem Nahrungsspektrum zählen außerdem Blüten, Beeren, Früchte sowie Insekten und deren Larven. Der größte Teil der Nahrungsaufnahme findet am Boden statt. Während der heißesten Zeit des Tages suchen sie in Bäumen und Sträuchern Schutz.
Feinsittiche sind Höhlenbrüter, die bevorzugt Baumhöhlen in hohen Eukalyptusbäumen nutzen. 
Sie brüten ab Ende Oktober. Die Jungvögel verlassen Ende Februar die Nisthöhle. Das Gelege besteht aus vier bis sechs Eiern. Diese liegen auf einer Schicht verrottenden Holzmulms auf dem Höhlenboden. Es brütet nur das Weibchen. Die Brutdauer beträgt 20 Tage. Während der Brutzeit füttert das Männchen das Weibchen.

## Belege